# Saint-Loup (Allier)
Saint-Loup is een plaats in Frankrijk in het departement Allier in de regio Auvergne-Rhône-Alpes met ongeveer 600 inwoners.

## Demografie
Onderstaande figuur toont het verloop van het inwoneraantal van Saint-Loup vanaf 1962.

Vanwege een beveiligingsprobleem met de MediaWiki Graph-software is het momenteel niet mogelijk deze grafiek weer te geven. Zodra de software is bijgewerkt zal de grafiek vanzelf weer zichtbaar worden.
1. ↑  Populations de référence 2022.